# Józef Zych
Józef Zych (ur. 23 marca 1938 w Giedlarowej) – polski prawnik i polityk. Marszałek Sejmu II kadencji w latach 1995–1997.
Doktor nauk prawnych. W latach 1983–1991 prezes Krajowej Rady Radców Prawnych. W latach 1989–2015 poseł na Sejm z ramienia Zjednoczonego Stronnictwa Ludowego i Polskiego Stronnictwa Ludowego (X, I, II, III, IV, V, VI i VII kadencji), w latach 1991–1995 i 2004–2005 wicemarszałek Sejmu I, II i IV kadencji, marszałek senior Sejmu V i VII kadencji, w latach 2015–2019 i od 2023 członek Trybunału Stanu.

## Życiorys
Działał w harcerstwie. W 1961 został skazany na karę 8 miesięcy pozbawienia wolności za „niedopełnienie obowiązków służbowych” w czasie obozu harcerskiego koło Krosna Odrzańskiego.
Jest absolwentem Liceum im. Bolesława Chrobrego w Leżajsku (1956) i Wydziału Prawa Uniwersytetu im. Adama Mickiewicza w Poznaniu (1966). Na macierzystej uczelni pod kierunkiem Andrzeja Wąsiewicza uzyskał stopień doktora nauk prawnych (1976). Naukowo zajmował się prawem pracy oraz prawem ubezpieczeń społecznych. Podjął wykonywanie zawodu radcy prawnego. W latach 1983–1991 był prezesem Krajowej Rady Radców Prawnych.
W 1975 wstąpił do Zjednoczonego Stronnictwa Ludowego. W 1989 został wybrany na posła z ramienia tej partii. W latach 1988–1990 był członkiem Rady Ochrony Pamięci Walk i Męczeństwa. W listopadzie 1989 został przewodniczącym rady naczelnej powstałego z przekształcenia ZSL Polskiego Stronnictwa Ludowego „Odrodzenie”, które 5 maja 1990 współtworzyło Polskie Stronnictwo Ludowe. W trakcie X kadencji pełnił funkcję przewodniczącego Klubu Poselskiego PSL i przewodniczącego Komisji Sprawiedliwości.
Od 1991 do 2015 Józef Zych był posłem reprezentującym to ugrupowanie. W Sejmie I i II kadencji zajmował stanowisko wicemarszałka (1991–1995), następnie do końca II kadencji niższej izby parlamentu pełnił funkcję marszałka. Jako jednocześnie przewodniczący Zgromadzenia Narodowego odpowiadał za proces przyjęcia Konstytucji RP. Od lipca 2004 do końca IV kadencji ponownie był wicemarszałkiem Sejmu. W jej trakcie zasiadał ponadto w Komisji Odpowiedzialności Konstytucyjnej, której był przewodniczącym. W październiku 2005 wykonywał obowiązki marszałka seniora Sejmu V kadencji. W wyborach parlamentarnych w 2007 po raz siódmy uzyskał mandat poselski, otrzymując w okręgu lubuskim 18 631 głosów. W wyborach w 2011 po raz ósmy z rzędu został posłem z listy PSL. Prezydent Bronisław Komorowski powierzył mu wykonywanie obowiązków marszałka seniora Sejmu VII kadencji. W 2012 został honorowym prezesem Polskiego Stronnictwa Ludowego.
W 2015 nie uzyskał poselskiej reelekcji. W listopadzie 2015 wybrany na członka Trybunału Stanu z rekomendacji PSL. W TS zasiadał do końca kadencji w 2019. Ponownie został powołany w skład Trybunału Stanu w listopadzie 2023. Po 2015 pracował jako doradca w Polskiej Izbie Ubezpieczeń, a także powrócił do pracy naukowej; wykładał w Collegium Intermarium.
W kwietniu 2025 swoje prywatne archiwum przekazał do zasobu Archiwum Akt Nowych.

## Wyniki wyborcze
| Wybory | Komitet wyborczy   | Komitet wyborczy               | Organ           | Okręg          | Wynik           |
| ------ | ------------------ | ------------------------------ | --------------- | -------------- | --------------- |
| 1989   |                    | Zjednoczone Stronnictwo Ludowe | Sejm X kadencji | nr 107         | 33 535 (51,24%) |
| 1991   |                    | Polskie Stronnictwo Ludowe     | Sejm I kadencji | nr 14          | 16 411 (5,84%)  |
| 1993   | Sejm II kadencji   | Polskie Stronnictwo Ludowe     | nr 52           | 22 313 (9,89%) |                 |
| 1997   | Sejm III kadencji  | Polskie Stronnictwo Ludowe     | nr 52           | 10 973 (5,26%) |                 |
| 2001   | Sejm IV kadencji   | Polskie Stronnictwo Ludowe     | nr 8            | 7378 (2,36%)   |                 |
| 2005   | Sejm V kadencji    | Polskie Stronnictwo Ludowe     | nr 8            | 9566 (3,54%)   |                 |
| 2007   | Sejm VI kadencji   | Polskie Stronnictwo Ludowe     | nr 8            | 18 631 (4,73%) |                 |
| 2011   | Sejm VII kadencji  | Polskie Stronnictwo Ludowe     | nr 8            | 6919 (2,08%)   |                 |
| 2015   | Sejm VIII kadencji | Polskie Stronnictwo Ludowe     | nr 8            | 4784 (1,38%)   |                 |

## Odznaczenia i wyróżnienia
Ordery i odznaczenia
- Złoty Krzyż Zasługi (1983)[25]
- Srebrny Krzyż Zasługi (1978)[25]
- Wielki Oficer francuskiej Legii Honorowej[4]
- Krzyż Wielki Orderu Zasługi Republiki Federalnej Niemiec[26]
- Odznaka za Zasługi dla Województwa Zielonogórskiego[25]
- Odznaka Honorowa za Zasługi dla Województwa Lubuskiego[27]

Nagrody i wyróżnienia
Honorowy obywatel Leżajska i województwa lubuskiego.
W 2012 podczas XI Kongresu Polskiego Stronnictwa Ludowego został honorowym prezesem tej partii. W 2015 został wyróżniony przez poznańskie Towarzystwo im. Hipolita Cegielskiego statuetką Złotego Hipolita. Otrzymał także tytuł „Człowieka Roku Ubezpieczeń 2013”, przyznawanego przez redakcję „Gazety Ubezpieczeniowej”.
W 2006 słuchacze Programu III Polskiego Radia przyznali Józefowi Zychowi nagrodę „Srebrne Usta 2005” za lapsus: Nie po raz pierwszy staje mi… przychodzi mi stawać przed izbą. Poseł uzyskał wówczas 40% wszystkich oddanych głosów.

## Życie prywatne
Ojciec Cezarego, absolwenta prawa i filozofii zawodowo zajmującego się muzyką dawną oraz Małgorzaty, doktor habilitowanej biologii i wykładowczyni UAM. Przez większość życia mieszkał w Zielonej Górze. Po zakończeniu kariery poselskiej przeprowadził się do Poznania. Katolik. Hobbystycznie zajmuje się ornitologią oraz kwiatami.